# Night Stalker
Night Stalker o Dark Cavern es un videojuego publicado en 1982 por Mattel Electronics y M-Network para la consola Intellivision y para Atari 2600 (se le llamó Dark Cavern). En 1983 se lanzó la versión para Apple II y PC booter.

## Argumento
Robots, murciélagos y arañas persiguen al jugador a través de un laberinto en Night Stalker, el cual es parecido al videojuego Berzeck, aunque un poco más lento. Los jugadores deben recoger una pistola que es colocada de forma aleatoria en el laberinto. La pistola tiene un cierto número de disparos, una vez vacía es vuelta a colocar en otra parte del laberinto.